# Carmen Chaplin
Pour les articles homonymes, voir Chaplin (homonymie) et Famille Chaplin.
Carmen Chaplin née en 1972, à Londres est une actrice franco-américaine.
Elle est la fille de Michael Chaplin et Patricia Betaudier et la sœur de Kathleen Chaplin, Dolores Chaplin, Tracy Chaplin, George Chaplin.
Elle est la petite-fille de Charlie Chaplin et Oona O'Neill.

## Biographie
Son père, Michael Chaplin (né le 7 mars 1946 à Santa Monica) est un acteur américain, fils aîné de Charlie Chaplin et Oona O'Neill. La mère de Carmen Chaplin, Patricia Betaudier, est une peintre française.
Carmen Chaplin a grandi en France et en Espagne.
Elle a fait ses débuts au cinéma en 1991 dans un film de Wim Wenders Until the End of the World, et a depuis joué dans plusieurs films, tels que Ma saison préférée (1993), Kiss The Serpent (1997) et All About the Benjamins (2002).
Elle a réalisé un court métrage, Tryst à Paname, mettant en vedette sa sœur Dolores Chaplin et Bambou Gainsbourg, qui fut la dernière compagne de Serge Gainsbourg.
Elle a joué dans le téléfilm La Malédiction de la pyramide en 2013, dans lequel elle interprète un double-rôle, Sarah Masterton / Princesse Amanphur. 
L'actrice a travaillé sous la direction de Alexandre Arcady, André Téchiné, Brigitte Roüan, Kevin Bray, Philippe Rousselot, Stéphane Giusti et Sydney Pollack.
En 2013, elle travaille avec la société Jaeger-LeCoultre sur un court métrage A Time for Everything pour commémorer le 180e anniversaire de l’horloger et pour rendre hommage à son grand-père, Charlie Chaplin.

## Filmographie

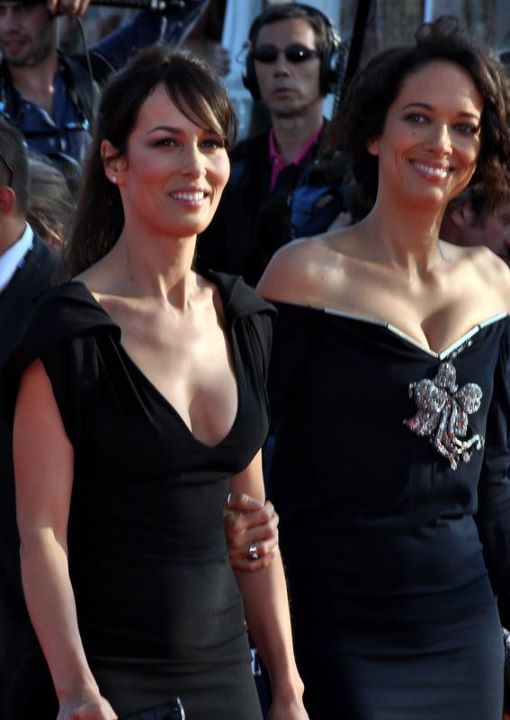
Carmen Chaplin, à droite, avec sa sœur Dolores Chaplin au festival du film américain de Deauville en 2011.

### Cinéma
- 1991 : Jusqu'au bout du monde, de Wim Wenders
- 1993 : Ma saison préférée, d'André Téchiné
- 1995 : Dis-moi oui, d'Alexandre Arcady
- 1996 : Sabrina, de Sydney Pollack
- 1997 : Post coïtum animal triste, de Brigitte Roüan
- 1997 : Le Baiser du serpent (The Serpent's Kiss), de Philippe Rousselot
- 1999 : Pourquoi pas moi ?, de Stéphane Giusti
- 2001 : Lo strano caso del signor Kappa, de Fabrizio Lori
- 2000 : Regarde-moi, de Frédéric Sojcher : Ariane
- 2002 : Chasseurs de primes (All About the Benjamins), de Kevin Bray
- 2002 : Snapshots : Aïsha
- 2006 : Day on Fire : Najia
- 2007 : Liliana.Rebecca
- 2009 : Shoot (Don't Look Up) : Romy Bardoc
- 2010 : William Vincent
- 2010 : The Rake : Lucia
- 2012 : Tryst in Paname
- 2019 : Charlie Chaplin, a man of the world
- 2024 : Chaplin, Spirit of the Tramp : présenté au festival Lumière, octobre 2024.

### Télévision
- 1995 Highlander, saison 3, épisode 16, Maria Campolo

- 2000 : Vertiges - épisode : Souviens-toi de Laurent Carcélès : Aline Jourdain
- 2013 : La Malédiction de la pyramide (Prisoners of the Sun) : Sarah Masterton / Princesse Amanphur